# Valer Barna-Sabadus
Valer Barna-Sabadus est un contreténor allemand né à Arad, en Roumanie, le 15 janvier 1986. 

## Biographie
Valer Barna-Sabadus grandit dans le Banat, où vit depuis plusieurs siècles une colonie allemande près de la frontière hongroise. Son père, violoncelliste, meurt en 1990 alors qu'il n'a que quatre ans. Il est élevé par sa mère seule, une pianiste. Après la chute du Mur, en 1991, Valer émigre avec sa mère à Munich où réside sa grand-mère maternelle allemande. Il s’initie au violon et apprend le piano. Mais, à dix-sept ans, il a la révélation de son talent vocal en regardant la prestation du contreténor allemand Andreas Scholl, lors d'une émission de télévision. L’adolescent captivé se met aussitôt à l’imiter et sa mère découvre stupéfaite les prédispositions de son fils dans le registre vocal aigu. Un an plus tard, Valer Barna-Sabadus part étudier à l'École supérieure de musique et de théâtre de Munich auprès de la soprano Gabriele Fuchs. En 2009, il devient membre de l’Académie de théâtre bavaroise August-Everding, où il achève en 2013 sa formation.
En juillet 2013, il interprète le rôle de Menelao, dans l'opéra Elena (en) (1759), de Francesco Cavalli (1602-1676), dramma per musica en un prologue et trois actes, dans une mise en scène de Jean-Yves Ruf, et sous la direction musicale de Leonardo García Alarcón au Théâtre du Jeu de Paume, dans le cadre du Festival international d'art lyrique d'Aix-en-Provence.

## Rôles interprétés
- Rinaldo dans l'opéra Rinaldo de Georg Friedrich Haendel
- Endimione dans l'opéra Diana amante de Giuseppe Antonio Bernabei
- Puck dans l'opéra The Fairy Queen de Henry Purcell
- Totes Gretchen dans Aventure Faust (2008) 3 scènes d'après  Goethe, Heine et Birgit Müller-Wieland de Jan Müller-Wieland (création)
- Adrasto dans l'opéra Demofoonte de Niccolò Jommelli
- Enea dans l'opéra Didone abbandonata de Niccolò Jommelli
- Ruggiero dans l'opéra Orlando furioso d'Antonio Vivaldi
- Sesto dans l'opéra La clemenza di Tito de Wolfgang Amadeus Mozart
- Iarba dans l'opéra Didone abbandonata de Johann Adolph Hasse
- Orfeo dans l'opéra Orfeo ed Euridice de Christoph Willibald Gluck
- Endimione dans l'opéra La Calisto de Francesco Cavalli
- Semira dans l'opéra Artaserse de Leonardo Vinci
- Un jeune homme, le jeune syrien, Herodias dans l'opéra Last Desire de Lucia Ronchetti
- Liscione dans l'opéra La Dirindina de Giovanni Battista Martini
- Armindo dans l'opéra Partenope de Georg Friedrich Haendel
- Serse dans l'opéra Serse de Georg Friedrich Haendel
- Menelao dans l'opéra Elena de Francesco Cavalli
- Leucippo dans l'opéra Leucippo de Johann Adolph Hasse
- Teseo dans l'opéra Teseo de Georg Friedrich Haendel
- Nerone dans l'opéra L'incoronazione di Poppea de Claudio Monteverdi
- Giasone dans l'opéra Il Giasone de Francesco Cavalli[2]
- Ruggiero dans l'opéra Alcina de Georg Friedrich Haendel[3]

## Discographie
- Pera Ensemble, Baroque Oriental (Berlin Classics - 2011)
- Pera Ensemble, Kaffee für den König (Berlin Classics - 2011)
- Continuo Gruppe, English Songs (Oehms Classics - 2012)
- Leonardo Vinci, Artaserse (Virgin Classics - 2012)
- Pera Ensemble, Café (Berlin Classics / Edel - 2012)
- Giovanni Battista Pergolesi, Stabat mater - Laudate Pueri (Oehms Classics - 2012)
- Michael Hofstetter, Hasse Reloaded (Oehms Classics - 2012)